# مطار أنغلسي
انغلسي اياربورت (للنفيراين‌نوبولل) (بالإنجليزية: Anglesey Airport)‏ هي مطار تقع في المملكة المتحدة في Llanfair yn Neubwll, Anglesey.